# Miss Elliette
Miss Elliette var ett amerikanskt företag som specialiserade sig på att tillverka och saluföra afton- och  cocktailklänningar. Företaget grundades 1952 och ägdes av Elliette Ellis. Klänningarna tillverkades oftast i chiffong och betonade det romantiska och feminina.